# أندرو سفوبودا
أندرو سفوبودا (بالإنجليزية: Andrew Svoboda)‏ هو لاعب غولف أمريكي، ولد في 2 أكتوبر 1979 في نيو روتشيل في الولايات المتحدة.

## وصلات خارجية
- أندرو سفوبودا على موقع رابطة لاعبي الغولف المحترفين (الإنجليزية)
- أندرو سفوبودا على موقع التصنيف العالمي الرسمي للغولف (الإنجليزية)